# Lasius vostochni
Lasius vostochni (лат.) — вид муравьёв рода Lasius из подсемейства Formicinae (семейства Formicidae). Название происходит от русского слова восточный, так как типовая местность приходится на Восточную Сибирь и восточную окраину ареала сестринского вида L. niger.

## Распространение
Встречаются в Восточной Сибири от южного Прибайкалья до Приморского края (Россия). Известен пока только в регионе между 106 ° и 134 ° в. д..

## Описание
Мелкие муравьи (длина рабочих менее 5 мм). Окраска тела коричневая. Опушение клипеуса плотное, глаза крупные, скапус относительно короткий. Щетинки переднеспинки короткие. Число щетинок на тыльной стороне скапуса довольно низкое, но высокое на задней голени и метаплевроне ниже проподеального дыхальца. Голова, брюшко, петиоль, тазики, бёдра и голени темно-коричневые; мезосома иногда немного светлее; жвалы, скапус, вертлуг и области бедренно-голенного сустава бледно-желтовато-коричневые. Биология неизвестна. Образец из южного Сихотэ-Алиня был отобран на песчаной террасе реки в зоне густого леса, а образец Южного Байкала — в сосновом степном лесу из-под камня. Усики самок и рабочих 12-члениковые, у самцов состоят из 13 сегментов. Жвалы трёхугольные с несколькими зубчиками на жевательном крае. Нижнечелюстные щупики состоят из 6 члеников, а нижнегубные — из 4. Стебелёк между грудью и брюшком одночлениковый (петиоль) с вертикальной чешуйкой. Вид был впервые описан в 2020 году немецким мирмекологом Б. Зейфертом (Bernhard Seifert; Зенкенбергский музей, Германия). Lasius vostochni отличается от своего родственного вида L. niger сочетанием более многочисленных метаплевральных щетинок, меньшего количества щетинок скапуса, менее густого опушения клипеальной части и несколько более длинного терминального сегмента максиллярных щупиков. Включён в номинативный подрод Lasius s.str., но групповая принадлежность не определена и он находится там в статусе incertae sedis.